# Союз ТМА-2
Союз ТМА-2 — пілотований космічний корабель серії «Союз», на якому здійснено політ до Міжнародної космічної станції (МКС). Старт відбувся 26 квітня 2003 року, посадка 28 жовтня 2003 року. На борту корабля було троє космонавтів експедиції МКС-7.

## Галерея

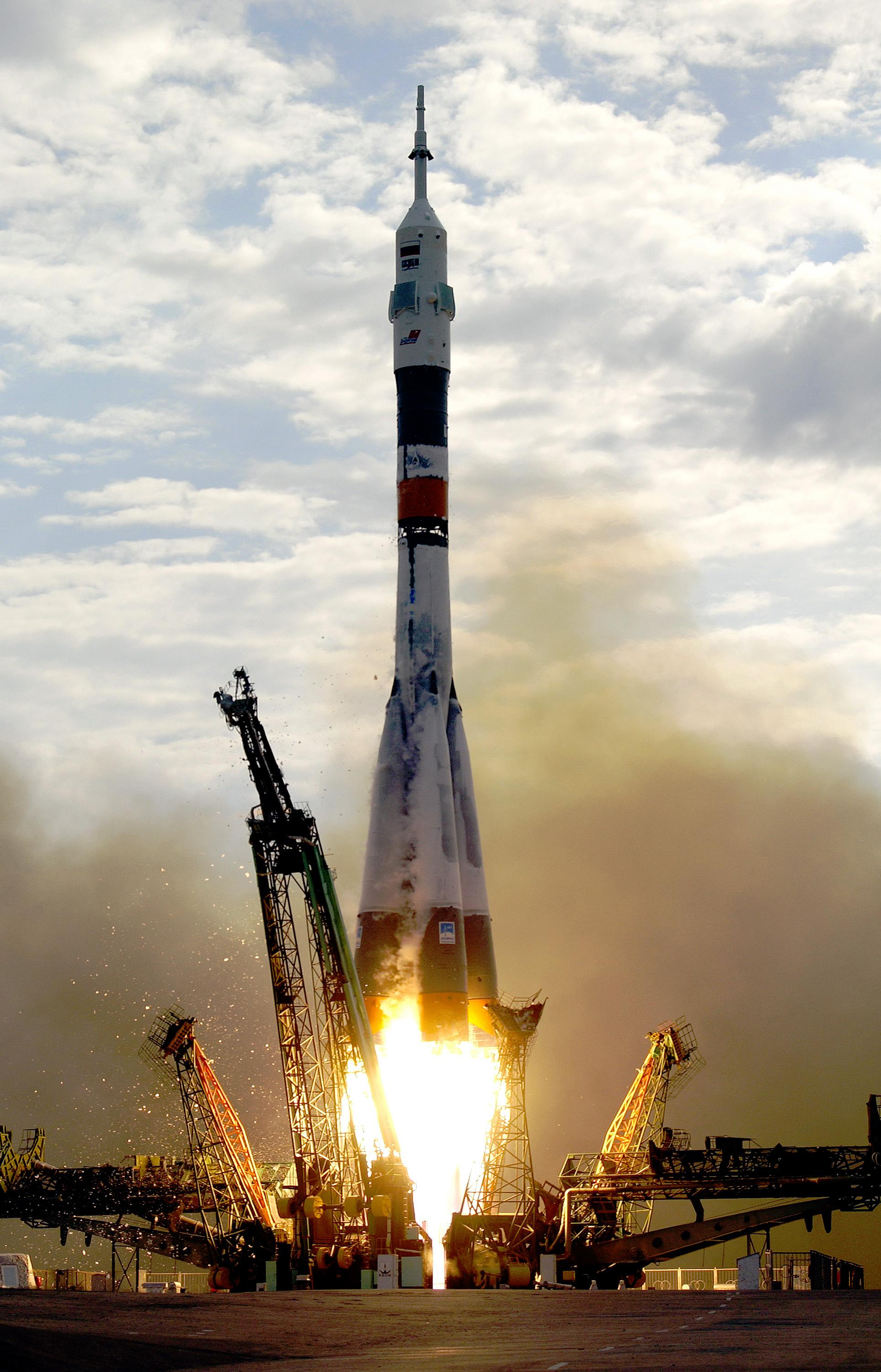
Старт ракети-носія «Союз-ФГ» із кораблем «Союз ТМА-2»
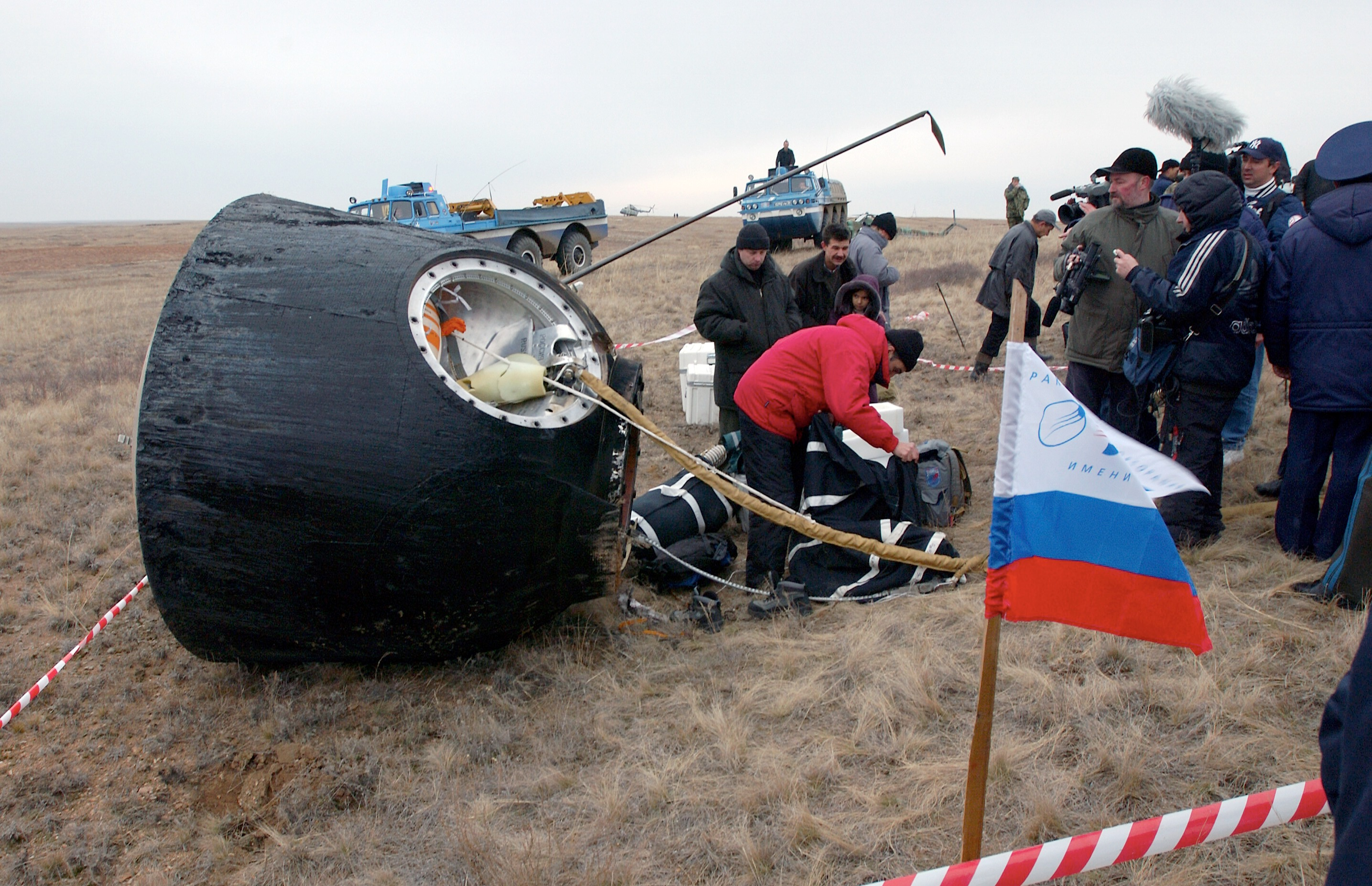
Спускний апарат